# حذاء الرجل الميت (فلم 2004)
حذاء الرجل الميت (بالإنجليزية: Dead Man's Shoes) فيلم إثارة نفسي بريطاني عام 2004، من إخراج شين ميدوز، الذي شارك في كتابته مع بول فريزر وبادي كونسيدين،
لعب دور البطولة كل من توبي كيبيل وجاري سترتش وستيوارت ولفندن. تم إصدار الفيلم في المملكة المتحدة في 1 أكتوبر 2004 وفي الولايات المتحدة في 12 مايو 2006. تم تصوير الفيلم في ثلاثة أسابيع في صيف عام 2003.

## طاقم التمثيل
- بادي كونسيدين: في دور ريتشارد
- توبي كيبيل: في دور أنتوني
- جاري سترتش: في دور سوني
- ستيوارت ولفندن: في دور هيربي
- نيل بيل: في دور سوز
- بول سادوت: في دور الطف
- شيموس أونيل: في دور بيج آل
- جورج نيوتن: في دور جيبسي جون
- بول هيرستفيلد: في دور مارك
- إميلي أستون: في دور باتي
- جو هارتلي: في دور ماري
- كريج كونسيدين: في دور كريج
- مات كونسيدين: في دور مات
- أندرو شيم: في دور الفيس[2]

## أحداث الفيلم
يعود ريتشارد إلى مسقط رأسه ماتلوك، بإنجلترا، بعد أن خدم كمظلي في الجيش البريطاني. ريتشارد وشقيقه الأصغر، المختل عقليًا، أنتوني، يقيمان في مزرعة مهجورة بالقرب من المدينة. ذكريات الماضي تكشف عن مجموعة من تجار المخدرات في المدينة تناصب أنتوني العداء، ويتعهد ريتشارد بالانتقام. يواجه ريتشارد أحد المعتدين هيربي وجهًا لوجه، والذي لم يتعرف عليه في البداية. في وقت لاحق، كان هيربي وأصدقاؤه سوز وتاف في شقة يتعاطون المخدرات، ويخبرهم عن المواجهة، ويقول إنه يعتقد أن الرجل قد يكون شقيق أنتوني، الذي كان بعيدًا عن البلدة للخدمة في الجيش. عندما يغادر هيربي، يرى رجلاً يرتدي قناع غاز عسكري يقرع الباب الأمامي للمبنى. يركض سوز وتوف إلى الخارج لكن الرجل لا يمكن رؤيته في أي مكان. عندما يعودون إلى شقتهم يكتشفون أن ريتشارد قد نهبها وسرق المخدرات ورش عليها عبارة «شاين ستوكنج»، وهي تورية على الاسم العلمي لنمط التنفس الذي يمارسه الإنسان وهو يحتضر. في اليوم التالي تزور العصابة سوني، وهو الزعيم الفعلي للعصابة، لشرح سبب اختفاء المخدرات. يصل أفراد العصابة الآخرون وقد تلون شعرهم وملابسهم أيضًا. كانوا جميعًا يشتبهون في بعضهم البعض في ممارسة الألعاب حتى يصرح هيربي أن الرجل الذي رآه في صالة البلياردو هو ريتشارد، شقيق أنتوني، ويصمت كل أفراد العصابة عندما يدركون أن ريتشارد عاد إلى المدينة. يواجه الرجال ريتشارد أثناء قيادته السيارة ويوضح لهم أنه لا يخاف من أي منهم ويدعوهم للحضور والعثور عليه في المزرعة القديمة التي يقيم فيها. تغادر العصابة مع سوني بشكل واضح من القلق من عدم خوف ريتشارد الواضح. في ذلك المساء، بينما كانت العصابة تختبئ وتلعب الورق، يقرر سوني أن يطلقوا النار على ريتشارد، وعندما يغادر أحد الأعضاء، يسارع ريتشارد بقتله بوحشية بفأس، مستخدمًا دم الرجل الميت لتشويه عبارة «يسقط واحد» على الحائط. يستقل رجال العصابة سيارتهم في صباح اليوم التالي، ويذهبوا إلى المزرعة حيث يقيم ريتشارد وأنتوني، ولكنهم يفشلوا في القضاء على ريتشارد.
تجري الأحداث ويكتشف المشاهد أن أنتوني شنق نفسه نتيجة اساءة رجال العصابة وبعد هروب «أصدقائه»، ويتضح أن ريتشارد كان وحيدًا طوال الوقت، ويتحدث إلى رؤيا أخيه الميت.
يتسلل ريتشارد مسلحًا بسكين إلى منزل مارك، وهو أحد رجال العصابة ويأخذه كرهينة، ويجعله يقود سيارته إلى نفس القلعة المدمرة حيث شنق أنتوني نفسه ويطالبه بإخباره عما حدث. يشرح مارك كيف كان خطأه في عدم إيقاف الإساءة. يعترف ريتشارد بجرائمه ضد الرجال الآخرين، ويكشف أنه يعتقد أن أنطوني يمثل إحراجًا له بسبب اعاقته العقلية. يخبر مارك كيف يشعر الآن وكأنه الوحش وأنه يريد ببساطة الاستلقاء مع أخيه. يعطي ريتشارد السكين لمارك ويطالبه بقتله خشية أن يواصل طرقه الوحشية. يرفض مارك لكن ريتشارد يشبِك يديه ويسحبهما تجاهه ليتلقى طعنة قاتلة.   

## الإنتاج
نظرًا لطبيعة صناعة الأفلام ذات الميزانية المنخفضة، تم إجراء العديد من التغييرات على النص. كتبت شخصية «سوز» للممثل نيل بيل ليتم قتلها أولاً، ولكن نظرًا لمدى نجاحه في العمل، فقد تقرر أن تموت شخصية أخرى وتمت إعادة كتابة المشهد بين عشية وضحاها. كما تم تغيير المواجهة العنيفة بين ريتشارد والعصابة لنفس السبب.
جرى تصوير الفيلم في مدينة ماتلوك، ديربيشاير وما حولها في مايو 2003، مع إعادة تصوير بعض اللقطات في أكتوبر من نفس العام، وكان تصوير النهاية في قلعة ريبر. استغرق تصوير الفيلم ثلاثة أسابيع، وبسبب الميزانية المنخفضة، فقد تم نقل طاقم الفيلم والممثلين بالكامل في حافلة صغيرة واحدة.

## استقبال الفيلم
كتب فيليب فرينش في صحيفة الأوبزرفر ووصف الفيلم بأنه "عمل سينمائي ماهر للغاية"، وكتبت الديلي تلجراف أن الفيلم "ليس لضعاف القلوب". ذكرت صحيفة نيويورك تايمز عند صدور الفيلم في الولايات المتحدة، أن الفيلم "له أسلوب وكتب بتمكن" ولكن شعرت أنه فيلم عادي". عندما صدر في أستراليا في أكتوبر 2006، كان وصف الفيلم بأنه "أخلاقي للغاية" و "مثير". احتل الفيلم المرتبة 180 في قائمة "أفضل 201 فيلم في كل العصور" حسب مجلة إمباير في عدد مارس 2006، كما ظهر أيضًا في قائمة المجلة لعام 2008 لأعظم 500 فيلم على الإطلاق حيث احتل المرتبة 462، وفي أكتوبر 2011 جاء في المرتبة 27 في قائمة "أفضل 100 فيلم بريطاني على الإطلاق." صنفت مجلة  "فيلم توتال" هذا الفيلم في المركز الثاني عشر ضمن قائمة أفضل فيلم في تاريخ المجلة، وقد احتل المرتبة 92 في قائمة تايم أوت لأفضل 100 فيلم بريطاني.
فاز بادي كونسيدين بجائزة «أفضل ممثل بريطاني» في حفل توزيع جوائز إمباير لعام 2005. ترشح «حذاء الرجل الميت» لثماني جوائز بريطانية للأفلام المستقلة، وترشح توبي كيبيل لأفضل وافد جديد بينما ترشح جاري سترتش لجائزة أفضل ممثل مساعد في نفس الحفل.
منح موقع الطماطم الفاسدة الفيلم تقييم بنسبة 58% باء على آراء 45 ناقد، بينما منح موقع الميتاكريتك الفيلم تقييم بنسبة 52% بناء على آراء 14 ناقد.

## وصلات خارجية
- مقالات تستعمل روابط فنية بلا صلة مع ويكي بيانات